# 第7軍区競技場
第7軍区競技場（ベトナム語：Sân vận động Quân khu 7 / 𡑝運動軍區𦉱）は、ベトナムのホーチミン市にある多目的スタジアムである。
名前はホーチミン市にいるベトナム人民軍の第7軍区に由来する。AFCアジアカップ2007において英語表記はアーミー・スタジアム（Army Stadium）の名称だった。

## 概要
収容人数は25,000人。主にサッカーの試合に用いられる。2007年にはAFCアジアカップ2007グループリーグの会場として使用された。

## 交通アクセス
タンソンニャット国際空港よりタクシーで約3分。